# Vriesea saundersii
Vriesea saundersii là một loài thuộc chi Vriesea. Đây là loài đặc hữu của Brasil.

## Hình ảnh

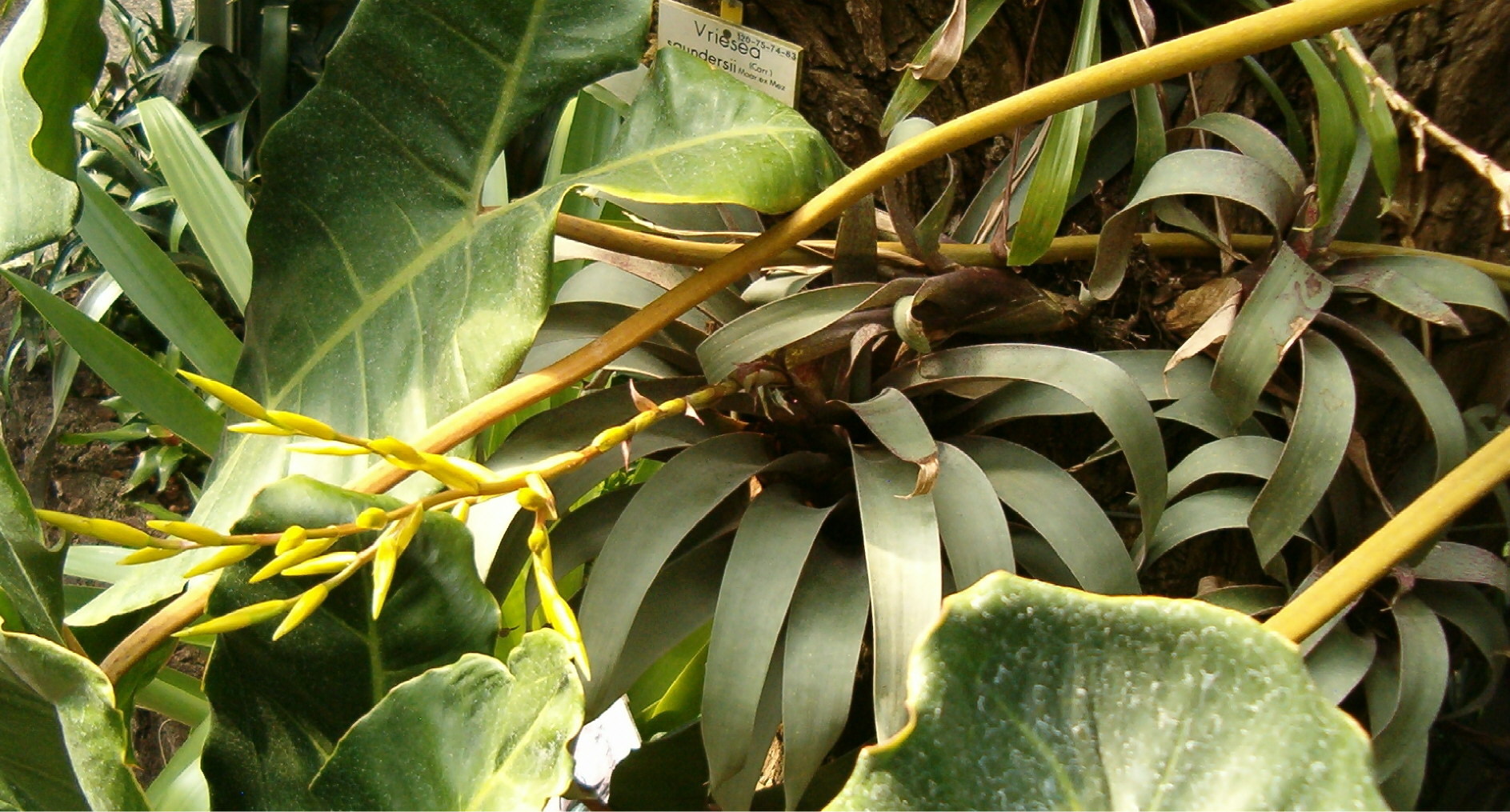
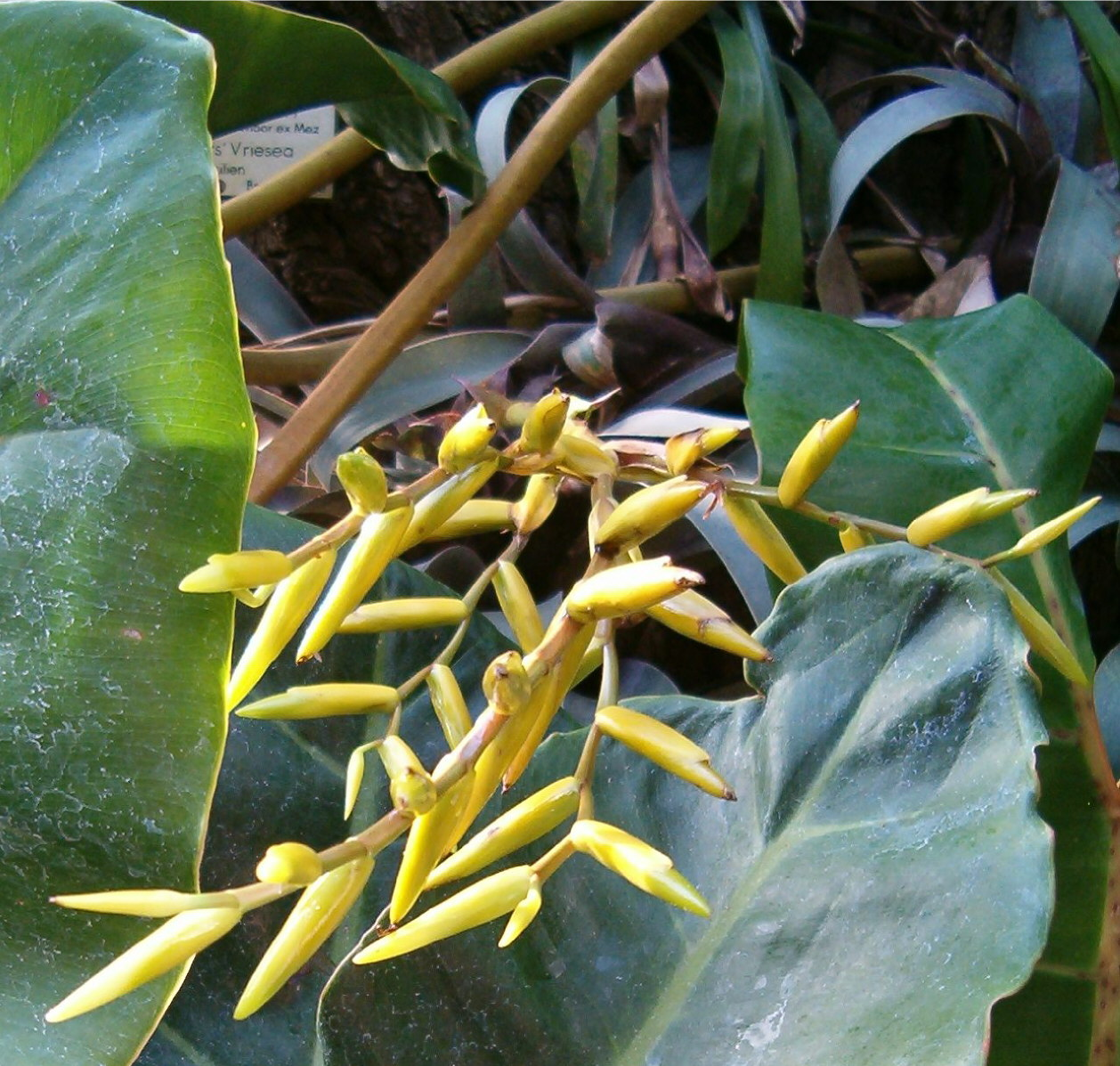
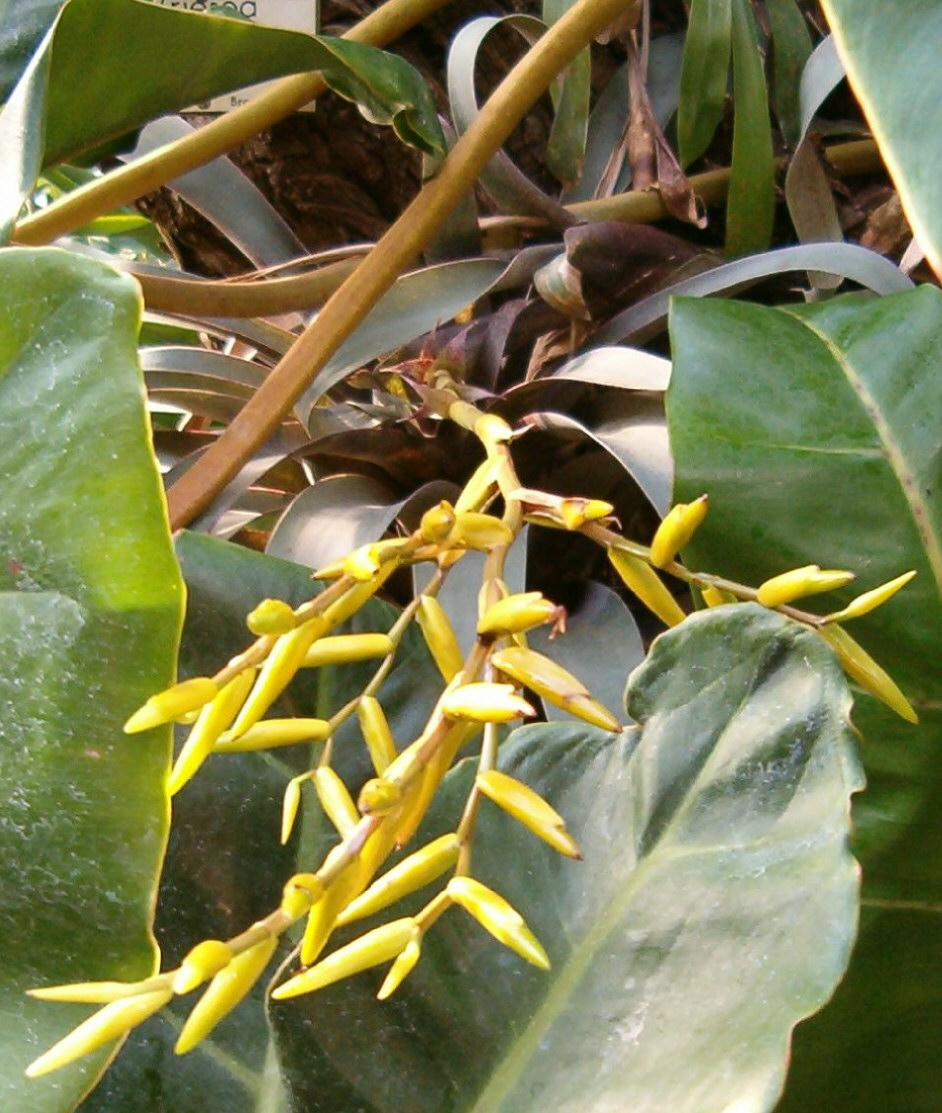

## Giống
- Vriesea 'Administrateur Dehalu'
- Vriesea 'Colonel Marchand'
- Vriesea 'De Willdemaniana'
- Vriesea 'Esperanza'
- Vriesea 'Fair To Middlin'
- Vriesea 'Highway Beauty'
- Vriesea 'Honeycomb'
- Vriesea 'Ingrid'
- Vriesea 'Kitteliana'
- Vriesea 'Morreniano-Saundersii'
- Vriesea 'Pete's First'
- Vriesea 'Rexaundersii'
- Vriesea 'RoRo'
- Vriesea 'Saucy Ruby'
- Vriesea 'Sceptre d'Or'
- Vriesea 'Telstar'
- Vriesea 'Zelia Stoddart'